# Câu lạc bộ bóng đá Buriram United
Câu lạc bộ bóng đá Buriram United (tiếng Thái: สโมสรฟุตบอลบุรีรัมย์ ยูไนเต็ด) là một câu lạc bộ bóng đá chuyên nghiệp có trụ sở tại Buriram, Thái Lan. Câu lạc bộ đã chơi ở cấp độ cao nhất của bóng đá Thái Lan trong phần lớn sự tồn tại của đội và hiện đang thi đấu tại Thai League 1. Câu lạc bộ được thành lập vào năm 1970 với tên gọi PEA FC (Câu lạc bộ bóng đá của Cơ quan Điện lực tỉnh) trước khi đổi tên thành Buriram PEA rồi Buriram United lần lượt các vào năm 2010 và 2012. Sân nhà của đội là Chang Arena có sức chứa 32.600.
Buriram United là câu lạc bộ thành công nhất Thái Lan khi đã giành 7 chức vô địch Thai League, 4 FA Cup, 5 Cúp Liên đoàn và 1 Siêu cúp Thái Lan. Ở đấu trường châu lục, đội từng 2 lần vô địch Mekong Club Championship và 1 lần lọt vào tứ kết AFC Champions League năm 2013. Buriram đã giành được danh hiệu Thai League 1 đầu tiên vào năm 2008 và Kor Royal Cup vào năm 1998, với cái tên PEA FC. Câu lạc bộ trước đây có trụ sở tại Ayutthaya trước khi chuyển sang phía đông đến Buriram trong mùa giải 2010. Trong mùa giải 2011, Buriram PEA là đội đầu tiên trong lịch sử bóng đá Thái Lan giành được tất cả các danh hiệu trong nước, với tư cách là nhà vô địch của ba danh hiệu Thai League 2011, FA Cup Thái Lan 2011 và Cúp Liên đoàn Thái Lan 2011.

## Huy hiệu

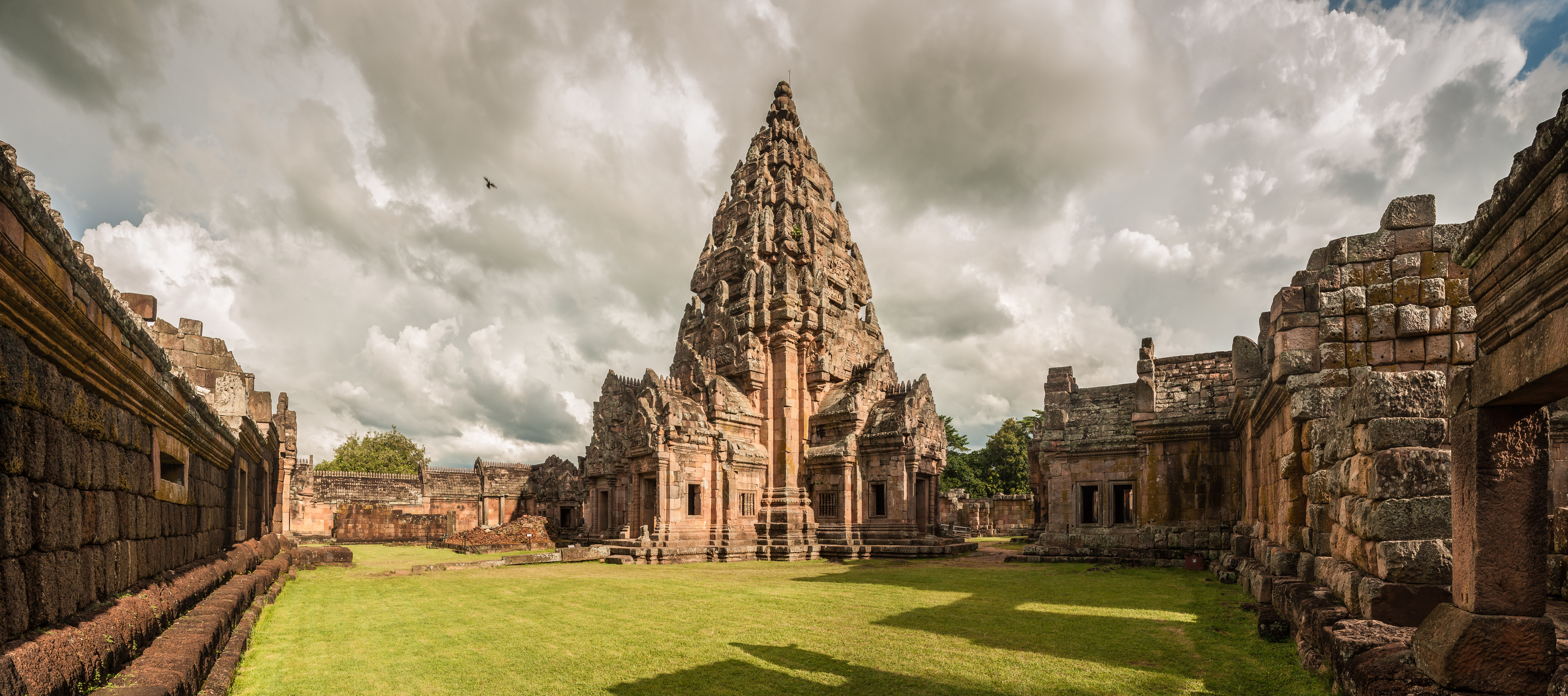
Lâu đài đá cổ từ Công viên lịch sử Phanom Rung đóng vai trò là biểu tượng cho đội

Logo câu lạc bộ kết hợp các yếu tố từ lâu đài đá cổ lịch sử, Phanom Rung

## Lịch sử

### Cơ quan điện lực tỉnh (1970-2009)
Câu lạc bộ được thành lập vào năm 1970. Nhưng thành công lớn đầu tiên của đội đến vào năm 1998 bằng cách giành chức vô địch giải hạng ba của Royal Cup. Câu lạc bộ sau đó được thăng hạng lên Giải hạng hai Thái Lan. Năm 2002, đội bóng đã cán đích ở vị trí thứ ba ở giải hạng hai. Tại Thai League 1, đội bóng bị thua ở cuối giải đấu độc quyền thuốc lá Thái Lan sau trận đấu vòng bảng với tỷ số 0-1. Một năm sau, đội đã thành công vào cuối mùa 2003, với việc thăng hạng lên giải Ngoại hạng Thái Lan. PEA làm mọi người ngạc nhiên khi trở thành á quân giải đấu vào cuối mùa giải Thai Premier League đầu tiên của đội. Ngôi á quân giúp câu lạc bộ giành quyền tham dự AFC Champions League. Đó là sự tham gia đầu tiên trong một cuộc thi quốc tế của câu lạc bộ. Tuy nhiên, câu lạc bộ đã bị loại sớm khỏi giải. Trong hai mùa tiếp theo, 2006 và 2007, PEA chỉ cán đích ở vị trí lần lượt 10 và 8 vào cuối mùa.
Năm 2008, Cơ quan Điện lực tỉnh đã chuyển đến Ayutthaya và chơi tại Sân vận động tỉnh Ayutthaya nơi đội có được một lượng người hâm mộ lớn hơn. Câu lạc bộ chơi dưới biệt danh Faifa Ayutthaya (Electric Ayutthaya) từ truyền thông và người hâm mộ. Dưới sự dẫn dắt của huấn luyện viên trưởng Prapol Pongpanich, PEA cuối cùng đã giành chức vô địch đầu tiên của đội tại Thai League 1. Câu lạc bộ đã đủ điều kiện tham dự vòng sơ loại AFC Champions League 2009.
Vào năm 2009, PEA đã bị loại khỏi AFC Champions League 2009 sau khi thua 1-4 trước Armed Forces của Singapore trong hiệp phụ tại sân vận động Rajamangala. PEA đã thực hiện chiến dịch bảo vệ danh hiệu vô địch Thái Lan với thành tích kém cỏi. Prapon Pongpanich bị sa thải vào giữa mùa giải và được thay thế bởi cựu huấn luyện viên đội tuyển quốc gia Thái Lan Thongsuk Sampahungsith. Câu lạc bộ kết thúc ở vị trí thứ 9 trong số 16 đội trong bảng xếp hạng cuối mùa.

### Thời Newin

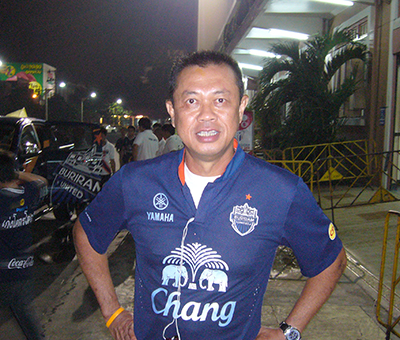
Newin Chidchob là chủ tịch CLB từ năm 2009 đến nay.

Vào tháng 12 năm 2009, có thông báo rằng một chính trị gia có trụ sở tại Buriram, Newin Chidchob sẽ tiếp quản câu lạc bộ. Trước đó, ông ta đã không thành công trong việc tiếp quản TOT SC và Royal Thai Army FC. Newin chuyển câu lạc bộ đến Buriram ở Isan và đổi tên thành Câu lạc bộ bóng đá Buriram PEA. Buriram PEA thừa hưởng hầu hết các cầu thủ từ câu lạc bộ PEA trước đây bao gồm các ngôi sao như Rangsan Viwatchaichok, Apichet Puttan và Theerathon Bunmathan. Pongphan Wongsuwan, huấn luyện viên trưởng lâu năm của TOT S.C., được coi là huấn luyện viên. Thành viên đội tuyển Thái Lan, Suchao Nuchnum của TOT S.C. cũng theo huấn luyện viên của mình đến đội bóng mới.
Buriram PEA đã kết thúc mùa giải đầu tiên của họ dưới sự chuyển đổi rõ rệt với thành tích là á quân của Giải Ngoại hạng Thái Lan 2010. Câu lạc bộ lọt vào trận chung kết Cúp Liên đoàn Thái Lan 2010 nhưng thua 0-1 trước Cảng Thái Lan tại sân vận động Supachalasai.
Năm 2011, Buriram PEA dưới sự huấn luyện của Attaphol Buspakom, đã hoàn thành mùa giải 2011 đầy viên mãn của họ với cú ăn ba trong nước bởi ba danh hiệu lớn của Thái Lan. Buriram giành chức vô địch Thái Lan 2011 với 85 điểm, kỷ lục cao nhất trong lịch sử giải đấu. Đội đã đánh bại đối thủ Muangthong United trong trận chung kết FA Cup Thái Lan 2011 và giành chức vô địch FA Cup đầu tiên. Sau thành công ở hai giải đấu đầu tiên, Buriram đã báo thù đối thủ cuối cùng của họ tại League Cup năm ngoái, Cảng Thái Lan và vô địch Cup Liên đoàn Thái Lan 2010. Buriram PEA trở thành câu lạc bộ Thái Lan đầu tiên giành được cú ăn ba trong một mùa giải.
Vào đầu mùa giải 2012, câu lạc bộ được đổi tên thành Câu lạc bộ bóng đá Buriram United. Trong trận đấu đầu tiên của vòng bảng AFC Champions League 2012, Buriram đã đánh bại nhà vô địch J-League 2011 Kashiwa Reysol 3-2 để trở thành "câu lạc bộ đầu tiên của Thái Lan và Đông Nam Á" để giành chiến thắng trước một đại diện của J1 League ở ACL kể từ khi bắt đầu hệ thống Champions League năm 2003. Ở trận đấu thứ hai, Buriram là đội khách trong trận đấu với Nhà vô địch CSL 2011, Quảng Châu Hằng Đại Đào Bảo. Buriram cũng trở thành "câu lạc bộ Thái Lan và Đông Nam Á đầu tiên" giành chiến thắng trước một câu lạc bộ Trung Quốc "tại Trung Quốc" sau khi đánh bại Quảng Châu Evergrande 2-1 tại sân vận động Thiên Hà từ các bàn thắng của Suchao Nuchnum và Frank Acheampong. Trận đấu đó là sự kết thúc của một kỷ lục bất bại hai năm trên sân nhà của Quảng Châu.

### Cú ăn bốn năm 2013 & 2015
Năm 2013, dưới thời huấn luyện viên trưởng người Tây Ban Nha Alejandro Menéndez, Buriram United trở thành câu lạc bộ đầu tiên của Thái Lan đạt được cú ăn 4 bằng cách giành 4 danh hiệu trong năm dương lịch 2014. Chiến dịch này bao gồm các danh hiệu của Kor Royal Cup, Thai League 1, FA Cup và Cup Liên đoàn. Mùa giải cũng kết thúc với danh hiệu bất bại đầu tiên cho câu lạc bộ, đội bóng Thái Lan thứ hai sau Muangthong United F.C. vào năm 2012.
Năm 2015, huấn luyện viên người Brazil Alexandre Gama đã dẫn dắt Buriram United tạo ra lịch sử bằng cách vô địch cả bốn giải đấu trong năm dương lịch 2016: Kor Royal Cup, Thai League 1, FA Cup và Cup Liên đoàn.

## Kình địch
Buriram United có Muangthong United là đối thủ chính của đội. Hai câu lạc bộ là những thế lực của Thai League 1 (T1). Sự cạnh tranh giữa hai câu lạc bộ đã trở thành một mối quan hệ cạnh tranh cao vì đây là hai câu lạc bộ duy nhất thay nhau vô địch Thai League 1 kể từ mùa giải 2009.
Buriram United và Muangthong United cũng đại diện cho nhiều nhóm người ủng hộ khác nhau. Buriram đại diện cho người dân nông thôn chủ yếu ở vùng nông thôn Thái Lan, trong khi Muangthong United tượng trưng cho người dân thành thị ở Vùng đô thị Bangkok. Sự cạnh tranh của họ cũng phản ánh sự khác biệt chính trị trong Liên đoàn bóng đá Thái Lan (FAT) vì Muangthong United có mối quan hệ chặt chẽ với FAT dưới sự quản lý của Worawi Makudi, trong khi cựu chính trị gia Newin Chidchob trở thành đối cực và thường xuyên đặt câu hỏi về tính minh bạch của FAT.
Các trận đấu giữa hai đội được coi là những trận đấu hay nhất trong làng bóng đá Thái Lan. Buriram đang chiếm ưu thế đối đầu và duy trì thành tích bất bại trước Muangthong trong một thời gian dài sau khi câu lạc bộ chuyển đến Buriram. Sự kình địch này tạo nên câu nói cạnh tranh nổi tiếng của câu lạc bộ: "Có thể thua bất cứ ai ngoại trừ Muangthong." (tiếng Thái: แพ้ ใคร ก็ได้ แต่ แพ้). Thành tích bất bại của họ trước Muangthong đã bị phá vỡ ở Thai League 2016 khi họ thua 0-3 trước đối thủ trên sân nhà.

## Hệ thống đào tạo trẻ
Buriram United đã mở học viện đào tạo trẻ đầu tiên vào năm 2011. Câu lạc bộ cũng đặc biệt nổi tiếng với khả năng đào tạo những cầu thủ trẻ nổi tiếng, đã sản sinh ra nhiều tài năng Thái Lan trong những năm qua - Suphanat Mueanta, Anon Amornlerdsak, Supachok Sarachat và Ratthanakorn Maikami đã trưởng thành ở đây và chỉ là một số tài năng đã chơi cho Buriram United. Buriram United cũng thường xuyên cung cấp cho các đội tuyển trẻ Thái Lan những tài năng địa phương. Học viện đào tạo trẻ Buriram đang chơi ở Thai Youth League.
Năm 2018, Buriram United đã bổ nhiệm Andrew Ord làm Trưởng phòng Phát triển cầu thủ trẻ, đây là huấn luyện viên đã cho Chanathip Songkrasin từ đội trẻ ra mắt tại BEC Tero Sasana. Ông thay thế HLV Jose Alves Borges người Brazil.

## Sân vận động

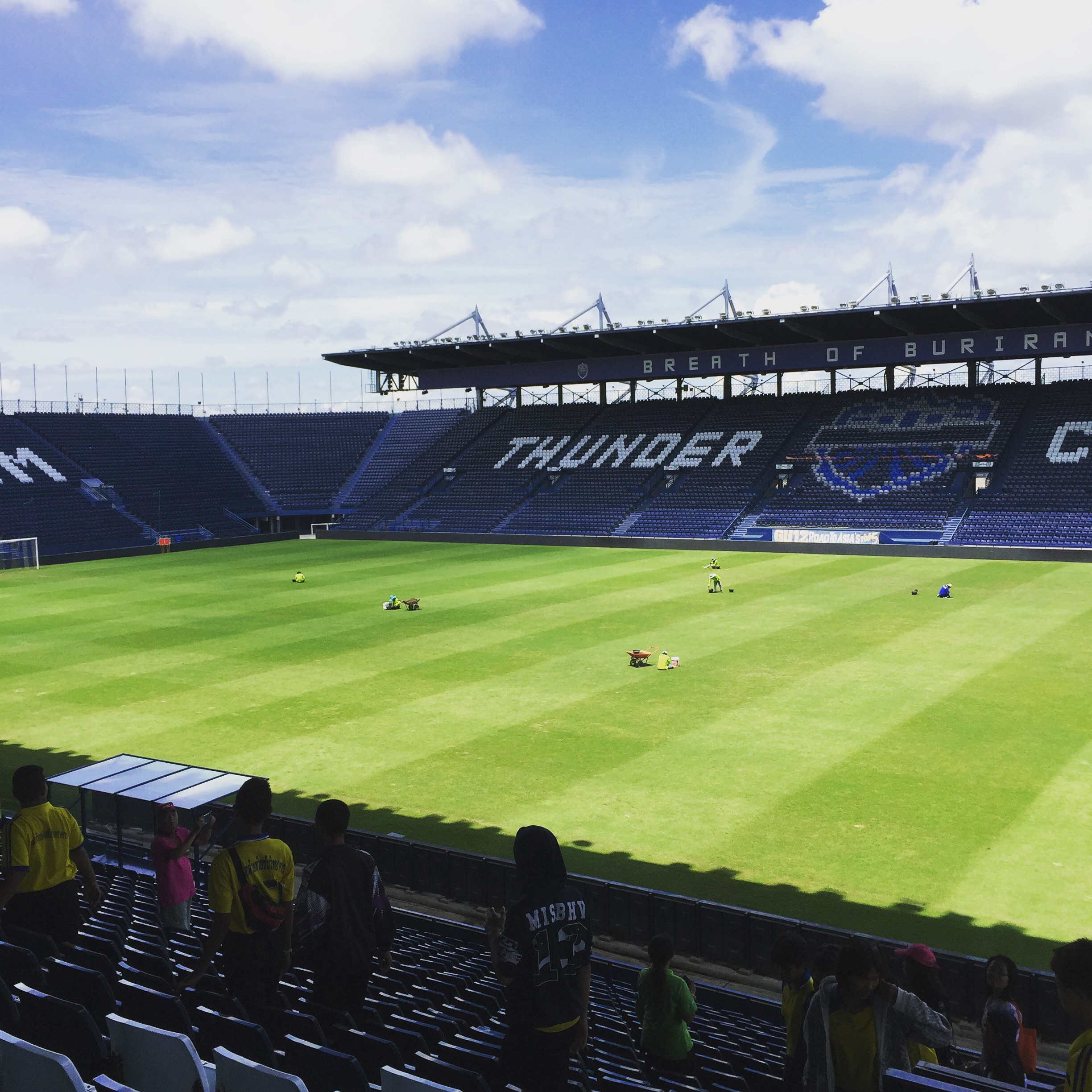
Chang Arena

Chang Arena, trước đây được gọi là sân I-mobile, là một sân vận động bóng đá 32.600 chỗ ở huyện Mueang Buriram, tỉnh Buriram, Đông Bắc Thái Lan. Sân vận động được xây dựng từ tháng 4/2010 đến 4/2011 với chi phí ước tính từ 12 đến 17 triệu USD và đã chứng kiến Buriram giành cú ăn ba các năm 2011, 2013 và 2015. Chang Arena là sân vận động bóng đá lớn thứ hai ở Thái Lan và được đánh giá là một trong những sân đấu của riêng CLB hiện đại nhất châu Á, đáp ứng những tiêu chuẩn khắt khe của FIFA và AFC. Bên cạnh đó, một loạt các hạng mục khác cũng mọc lên xung quanh như nhà hàng, khách sạn, quầy lưu niệm, cửa hàng tiện lợi hay trung tâm tập luyện của câu lạc bộ. Biệt danh của sân bóng này là "Lâu đài sấm sét", lâu đài thứ năm của tỉnh Buriram. Buriram United đã là nơi làm khách của 18 đội ở Thai League kể từ khi chuyển đến sân vận động mới.

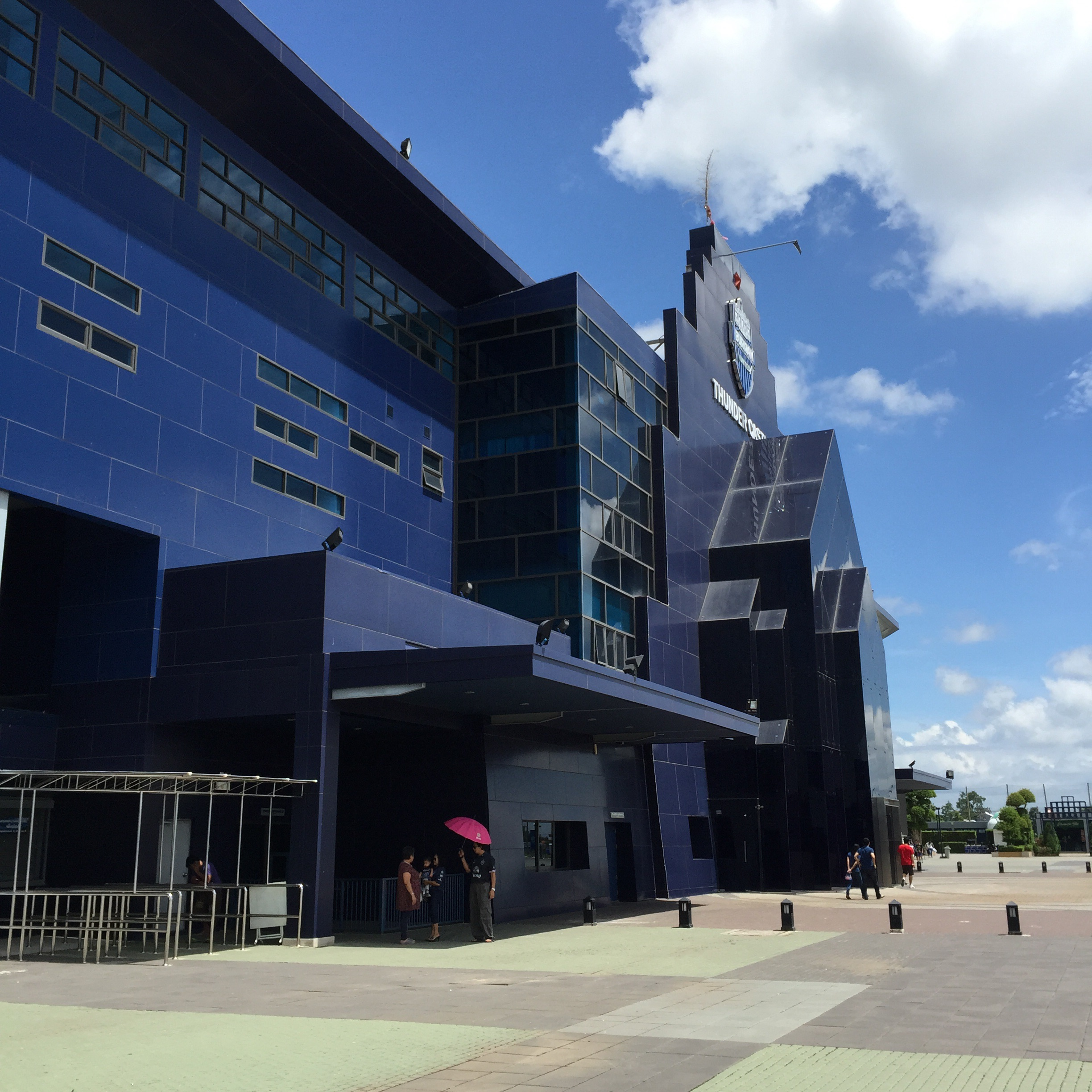
Quang cảnh trước sân

Chang Arena nằm ở quận Mueang Buriram, nằm cách trung tâm Buriram khoảng 4 km về phía tây nam dọc theo quốc lộ 219. Khu đất rộng 150 mẫu Anh có sức chứa 32.600 người với 800 chỗ đậu xe hơi và xe buýt, cộng với 3.000 xe máy. Mặt sân tràn ngập ánh sáng; cho phép tổ chức các trận đấu ban đêm. Sân vận động có phòng thay đồ cho các đội nhà và khách đến thăm, cung cấp các cơ sở y tế hiện đại và cơ sở hạ tầng truyền hình và phát thanh trực tiếp.
Chất lượng mặt cỏ, hệ thống thoát nước của Chang Arena theo tiêu chuẩn các sân đấu ở giải bóng đá Ngoại hạng Anh. Sân bóng này được xây dựng để phục vụ riêng cho bóng đá, chứ không kết hợp với các sự kiện khác như điền kinh, hòa nhạc... Vì thế nó được xem là sân bóng đá hiện đại nhất của Thái Lan, cơ sở vật chất còn tốt hơn cả sân vận động Rajamangala ở Bangkok. Sân bóng này được xây theo chuẩn của sân vận động Stamford Bridge nổi tiếng, và là một trong những dự định đầu tiên trong việc biến Buriram thành một "trung tâm bóng đá của cả Đông Nam Á".

## Tài chính
Về tài chính, Buriram United là tấm gương cho nhiều đội bóng về cách làm kinh tế bóng đá, khai thác các nguồn thu từ việc bán áo đấu, bản quyền truyền hình, mua bán cầu thủ, tiền tài trợ và các loại hình kinh doanh khác. Cách đây ít năm, họ đồng ý đổi tên sân từ I-Mobile sang Chang Arena và thu về 1 tỷ Baht (khoảng 800 tỷ VNĐ). Thống kê từ năm 2013 đến nay cho thấy doanh thu của đội bóng đã tăng gần 3 lần. Năm 2013, đội bóng có doanh thu 300 triệu baht, tăng lên 464 triệu baht (2014), 585 triệu baht (2015) và 805 triệu baht năm ngoái (1 baht xấp xỉ 700 đồng).
Mùa trước, Buriram United không VĐQG, chỉ xếp hạng tư. Tuy nhiên, họ vẫn là CLB kiếm tiền số một Thai League với số tiền lên đến 805 triệu baht (hơn 560 tỷ đồng), gần gấp đôi nhà vô địch SCG Muangthong United. Đội bóng này chỉ có doanh thu 450 triệu baht (hơn 300 tỷ đồng). Nguồn thu của Buriram United đến từ các nguồn chính gồm tiền bán vé, vật phẩm lưu niệm, tiền tài trợ - quảng cáo và bản quyền truyền hình. Năm 2016, CLB này thu được 44,7 triệu baht tiền bán đồ lưu niệm và 19,8 triệu tiền vé. Tổng cộng 2 khoản này, Buriram United có được 64,5 triệu baht. Con số này chiếm hơn 1/4 tổng doanh thu của 18 CLB ở Thai League – 215,6 triệu baht cũng như bỏ khá xa đội đứng thứ hai Muang Thong United (31,2 triệu baht). Với chức vô địch Thai League 2017, ước tính doanh thu của Buriram United sẽ cán đích 1 tỷ baht (gần 700 tỷ đồng). Đây là điều nằm trong tầm tay bởi đây cũng là mùa đầu tiên gói bản quyền truyền hình trị giá 4,2 tỷ baht (hơn 2.700 tỷ đồng) chính thức có hiệu lực.
Benjamin Tan – Giám đốc điều hành (CEO) của giải Ngoại hạng Thái Lan (gọi tắt là Thai League 1) nhận xét: "Buriram United là CLB tốt nhất Thái Lan về mặt tổ chức CLB và đào tạo". Thành công của đội bóng có dấu ấn rất lớn của Chủ tịch Newin Chidchob – người từng giữ chức Thứ trưởng Bộ Nông nghiệp dưới thời cựu Thủ tướng Thaksin Shinawatra.
| Mùa giải | Giải đấu                   | Vòng đấu       | Câu lạc bộ             | Sân nhà              | Sân khách            | Kết quả              |
| -------- | -------------------------- | -------------- | ---------------------- | -------------------- | -------------------- | -------------------- |
| 2009     | AFC Champions League       | Vòng play-off  | Singapore Armed Forces | 1–4 (s.h.p.)         |                      |                      |
| 2009     | AFC Cup                    | Vòng bảng      | Bình Dương             | 1–3                  | 1–1                  | Hạng ba              |
| 2009     | AFC Cup                    | Vòng bảng      | Home United            | 2–1                  | 1–3                  | Hạng ba              |
| 2009     | AFC Cup                    | Vòng bảng      | Club Valencia          | 4–1                  | 3–1                  | Hạng ba              |
| 2012     | AFC Champions League       | Vòng bảng      | Kashiwa Reysol         | 3–2                  | 0–1                  | Hạng tư              |
| 2012     | AFC Champions League       | Vòng bảng      | Quảng Châu             | 1–2                  | 2–1                  | Hạng tư              |
| 2012     | AFC Champions League       | Vòng bảng      | Jeonbuk Hyundai Motors | 0–2                  | 2–3                  | Hạng tư              |
| 2013     | AFC Champions League       | Vòng play-off  | Brisbane Roar          | 0–0 (s.h.p.) (3–0 p) | 0–0 (s.h.p.) (3–0 p) | 0–0 (s.h.p.) (3–0 p) |
| 2013     | AFC Champions League       | Vòng bảng      | Vegalta Sendai         | 1–1                  | 1–1                  | Hạng nhì             |
| 2013     | AFC Champions League       | Vòng bảng      | FC Seoul               | 0–0                  | 2–2                  | Hạng nhì             |
| 2013     | AFC Champions League       | Vòng bảng      | Giang Tô               | 2–0                  | 0–2                  | Hạng nhì             |
| 2013     | AFC Champions League       | Vòng 16 đội    | Bunyodkor              | 2–1                  | 0–0                  | 2–1                  |
| 2013     | AFC Champions League       | Tứ kết         | Esteghlal              | 1–2                  | 0–1                  | 1–3                  |
| 2014     | AFC Champions League       | Vòng bảng      | Sơn Đông Thái Sơn      | 1–0                  | 1–1                  | Hạng ba              |
| 2014     | AFC Champions League       | Vòng bảng      | Pohang Steelers        | 1–2                  | 0–0                  | Hạng ba              |
| 2014     | AFC Champions League       | Vòng bảng      | Cerezo Osaka           | 2–2                  | 0–4                  | Hạng ba              |
| 2015     | AFC Champions League       | Vòng bảng      | Seongnam FC            | 2–1                  | 1–2                  | Hạng ba              |
| 2015     | AFC Champions League       | Vòng bảng      | Thành phố Quảng Châu   | 5–0                  | 2–1                  | Hạng ba              |
| 2015     | AFC Champions League       | Vòng bảng      | Gamba Osaka            | 1–2                  | 1–1                  | Hạng ba              |
| 2015     | Mekong Club Championship   | Chung kết      | Boeung Ket             | 1–0                  |                      |                      |
| 2016     | AFC Champions League       | Vòng bảng      | FC Seoul               | 0–6                  | 1–2                  | Hạng tư              |
| 2016     | AFC Champions League       | Vòng bảng      | Sơn Đông Thái Sơn      | 0–0                  | 0–3                  | Hạng tư              |
| 2016     | AFC Champions League       | Vòng bảng      | Sanfrecce Hiroshima    | 0–2                  | 0–3                  | Hạng tư              |
| 2016     | Mekong Club Championship   | Chung kết      | Lanexang United        | 2–0                  | 0–1                  | 2–1                  |
| 2018     | AFC Champions League       | Vòng bảng      | Jeju United            | 0–2                  | 1–0                  | Hạng nhì             |
| 2018     | AFC Champions League       | Vòng bảng      | Quảng Châu             | 1–1                  | 1–1                  | Hạng nhì             |
| 2018     | AFC Champions League       | Vòng bảng      | Cerezo Osaka           | 2–0                  | 2–2                  | Hạng nhì             |
| 2018     | AFC Champions League       | Vòng 16 đội    | Jeonbuk Hyundai Motors | 3–2                  | 0–2                  | 3–4                  |
| 2019     | AFC Champions League       | Vòng bảng      | Urawa Red Diamonds     | 1–2                  | 0–3                  | Hạng tư              |
| 2019     | AFC Champions League       | Vòng bảng      | Jeonbuk Hyundai Motors | 1–0                  | 0–0                  | Hạng tư              |
| 2019     | AFC Champions League       | Vòng bảng      | Bắc Kinh Quốc An       | 1–3                  | 0–2                  | Hạng tư              |
| 2020     | AFC Champions League       | Vòng sơ khảo 2 | Thành phố Hồ Chí Minh  | 2–1                  | 2–1                  | 2–1                  |
| 2020     | AFC Champions League       | Vòng play-off  | Cảng Thượng Hải        | 0–3                  | 0–3                  | 0–3                  |
| 2022     | AFC Champions League       | Vòng play-off  | Daegu FC               | 1–1 (s.h.p.) (2–3 p) | 1–1 (s.h.p.) (2–3 p) | 1–1 (s.h.p.) (2–3 p) |
| 2023–24  | AFC Champions League       | Bảng H         | Zhejiang               | 4–1                  | 2–3                  | Hạng tư              |
| 2023–24  | AFC Champions League       | Bảng H         | Ventforet Kofu         | 2–3                  | 0–1                  | Hạng tư              |
| 2023–24  | AFC Champions League       | Bảng H         | Melbourne City         | 0–2                  | 1–0                  | Hạng tư              |
| 2024–25  | AFC Champions League Elite | Vòng League    | Ulsan HD               | 2–1                  | 2–1                  | Sáu                  |
| 2024–25  | AFC Champions League Elite | Vòng League    | Vissel Kobe            | 0–0                  | 0–0                  | Sáu                  |
| 2024–25  | AFC Champions League Elite | Vòng League    | Johor Darul Ta'zim     | 0–0                  | 0–0                  | Sáu                  |
| 2024–25  | AFC Champions League Elite | Vòng League    | Central Coast Mariners | 2–1                  | 2–1                  | Sáu                  |
| 2024–25  | AFC Champions League Elite | Vòng League    | Pohang Steelers        | 1–0                  | 1–0                  | Sáu                  |
| 2024–25  | AFC Champions League Elite | Vòng League    | Kawasaki Frontale      | 0–3                  | 0–3                  | Sáu                  |
| 2024–25  | AFC Champions League Elite | Vòng League    | Yokohama F. Marinos    | 0–5                  | 0–5                  | Sáu                  |
| 2024–25  | AFC Champions League Elite | Vòng League    | Gwangju                | 2–2                  | 2–2                  | Sáu                  |
| 2024–25  | AFC Champions League Elite | Vòng 16 đội    | Johor Darul Ta'zim     | 0–0                  | 1–0                  | 1–0                  |
| 2024–25  | AFC Champions League Elite | Tứ kết         | Al-Ahli                | 0–3                  |                      |                      |
| 2024–25  | ASEAN Club Championship    | Bảng B         | Công an Hà Nội         | 1–2                  | 1–2                  | Hạng nhì             |
| 2024–25  | ASEAN Club Championship    | Bảng B         | Kaya–Iloilo            | 7–0                  | 7–0                  | Hạng nhì             |
| 2024–25  | ASEAN Club Championship    | Bảng B         | Borneo Samarinda       | 4–0                  | 4–0                  | Hạng nhì             |
| 2024–25  | ASEAN Club Championship    | Bảng B         | Lion City Sailors      | 0–0                  | 0–0                  | Hạng nhì             |
| 2024–25  | ASEAN Club Championship    | Bảng B         | Kuala Lumpur City      | 1–0                  | 1–0                  | Hạng nhì             |
| 2024–25  | ASEAN Club Championship    | Bán kết        | BG Pathum United       | 3–1                  | 0–0                  | 3–1                  |
| 2024–25  | ASEAN Club Championship    | Chung kết      | Công An Hà Nội         | 3–3 (s.h.p.) (3–2 p) | 2–2                  | 5–5 (s.h.p.) (3–2 p) |

## Thành tích trong các cuộc thi AFC
- AFC Champions League: 11 lần ra sân
2009: Vòng play-off
2012: Vòng bảng
2013: Tứ kết
2014: Vòng bảng
2015: Vòng bảng
2016: Vòng bảng
2018: Vòng 16 đội
2019: Vòng bảng
2020: Vòng play-off
2022: Vòng play-off
2023-24: Vòng bảng
- AFC Cup: 1 lần ra sân
2009: Vòng bảng

## Danh dự

### Các giải đấu quốc gia

#### Liên đoàn
- Giải bóng đá vô địch quốc gia Thái Lan

 Winners (9):2011, 2013, 2014, 2015, 2017, 2018, 2021/22, 2022/23, 2023/24
 Runners-up (4): 2004/05, 2010, 2019, 2020–21

#### Cúp
- Cúp FA Thái Lan

Winners (4): 2011, 2012, 2013, 2015
Runners-up (1): 2018
- Cúp Liên đoàn bóng đá Thái Lan

Winners (5): 2011, 2012, 2013, 2015, 2016
Runners-up (2): 2014, 2019
- Cúp Hoàng gia Kor

Winners (4): 2013, 2014, 2015, 2016
Runners-up (1): 2012
- Siêu Cúp Thái Lan

Winners (1): 2019
Runners-up (1): 2018

### Giải đấu quốc tế

#### Asean
- Giải bóng đá vô địch các câu lạc bộ sông Mê Kông

Winners (2): 2015, 2016

### Double
- Double
  - Cúp FA Thái Lan và Cúp Liên đoàn bóng đá Thái Lan: 2012
  - Cúp Hoàng gia Kor và Giải bóng đá vô địch quốc gia Thái Lan: 2014

### Treble / Quadruple
- Treble
  - Giải bóng đá vô địch quốc gia Thái Lan, Cúp FA Thái Lan và Cúp Liên đoàn bóng đá Thái Lan: 2011
- Quadruple
  - Cúp Hoàng gia Kor, Giải bóng đá vô địch quốc gia Thái Lan, Cúp FA Thái Lan và Cúp Liên đoàn bóng đá Thái Lan: 2013, 2015

## Cầu thủ

### Đội A
Ghi chú: Quốc kỳ chỉ đội tuyển quốc gia được xác định rõ trong điều lệ tư cách FIFA. Các cầu thủ có thể giữ hơn một quốc tịch ngoài FIFA.
| Số | VT | Quốc gia    | Cầu thủ                                |
| -- | -- | ----------- | -------------------------------------- |
| 1  | TM | Thái Lan    | Siwarak Tedsungnoen                    |
| 2  | HV | Thái Lan    | Sasalak Haiprakhon                     |
| 3  | HV | Thái Lan    | Pansa Hemviboon                        |
| 4  | HV | Đức         | Robert Bauer                           |
| 5  | HV | Thái Lan    | Theerathon Bunmathan                   |
| 6  | HV | Úc          | Curtis Good                            |
| 7  | TĐ | Brasil      | Guilherme Bissoli                      |
| 8  | TV | Thái Lan    | Ratthanakorn Maikami                   |
| 9  | TĐ | Thái Lan    | Supachai Chaided                       |
| 10 | TĐ | Thái Lan    | Suphanat Mueanta                       |
| 11 | TV | Thái Lan    | Pathompol Charoenrattanapirom          |
| 13 | TM | Philippines | Neil Etheridge                         |
| 15 | HV | Thái Lan    | Narubadin Weerawatnodom (Đội trưởng)   |
| 16 | TV | Úc          | Kenny Dougall                          |
| 17 | TĐ | Singapore   | Ilhan Fandi (mượn từ BG Pathum United) |
| 18 | TV | Thái Lan    | Athit Berg                             |
| 20 | HV | Indonesia   | Shayne Pattynama                       |
| 22 | HV | Hàn Quốc    | Ko Myeong-seok                         |

| Số | VT | Quốc gia    | Cầu thủ                   |
| -- | -- | ----------- | ------------------------- |
| 23 | TV | Serbia      | Goran Čaušić              |
| 24 | HV | Thái Lan    | Elias Dolah               |
| 25 | TĐ | Serbia      | Nemanja Nikolić           |
| 27 | TV | Thái Lan    | Phitiwat Sukjitthammakul  |
| 29 | TM | Thái Lan    | Korraphat Nareechan       |
| 30 | HV | Montenegro  | Filip Stojković           |
| 32 | TV | Áo          | Robert Žulj               |
| 34 | TM | Thái Lan    | Chatchai Budprom          |
| 44 | TV | Áo          | Peter Žulj                |
| 50 | HV | Thái Lan    | Singha Marasa             |
| 54 | TĐ | Thái Lan    | Nathakorn Ratthanasuwan   |
| 55 | HV | Tây Ban Nha | Juan Ibiza                |
| 70 | TV | Thái Lan    | Jirapong Puengviravong    |
| 75 | HV | Thái Lan    | Shinnaphat Leeaoh         |
| 76 | TM | Thái Lan    | Phumworraphon Wannabutr   |
| 82 | HV | Thái Lan    | Thanison Paiboonkitjaroen |
| 88 | TV | Thái Lan    | Dutsadee Buranajutanon    |
| 98 | TM | Thái Lan    | Anut Samran               |
| 99 | TĐ | Serbia      | Fejsal Mulić              |

Note 1: Players who are AFC Champions League quota foreign players are listed in bold.

### Cho mượn
Ghi chú: Quốc kỳ chỉ đội tuyển quốc gia được xác định rõ trong điều lệ tư cách FIFA. Các cầu thủ có thể giữ hơn một quốc tịch ngoài FIFA.
| Số | VT | Quốc gia | Cầu thủ                                |
| -- | -- | -------- | -------------------------------------- |
| 11 | TV | Thái Lan | Chutipol Thongthae (at PT Prachuap)    |
| 22 | TĐ | Thái Lan | Siam Yapp (at Nakhonratchasima Mazda)  |
| 25 | HV | Thái Lan | Suporn Peenagatapho (at Ratchaburi FC) |

| Số | VT | Quốc gia | Cầu thủ                                               |
| -- | -- | -------- | ----------------------------------------------------- |
| 29 | TĐ | Thái Lan | Arthit Boodjinda (at Rayong FC)                       |
| 50 | HV | Thái Lan | Kritsana Daokrajai (at Nakhon Si United)              |
| 59 | TM | Thái Lan | Nopphon Lakhonphon (at Nakhon Si United)              |
| 82 | HV | Thái Lan | Thanison Paibulkijcharoen (at Nakhonratchasima Mazda) |
| —  | TV | Thái Lan | Thiraphak Preangna (at Chiangmai United)              |

### U-23
Ghi chú: Quốc kỳ chỉ đội tuyển quốc gia được xác định rõ trong điều lệ tư cách FIFA. Các cầu thủ có thể giữ hơn một quốc tịch ngoài FIFA.
| Số | VT | Quốc gia | Cầu thủ                |
| -- | -- | -------- | ---------------------- |
| 4  | TV | Thái Lan | Leon James             |
| 21 | TĐ | Thái Lan | Caelan Ryan            |
| 32 | TM | Thái Lan | Kittipong Boonmak      |
| 44 | TV | Thái Lan | Thanakrit Chotmuangpak |
| 47 | TV | Thái Lan | Sakdisek Kosol         |
| 48 | HV | Thái Lan | Wanthayawut Nutkrasae  |
| 49 | HV | Thái Lan | Piyawat Petra          |
| 50 | HV | Thái Lan | Singha Marasa          |
| 54 | HV | Thái Lan | Nathakorn Rattanasuwan |
| 55 | HV | Thái Lan | Thanyakon Saweangsuk   |
| 63 | HV | Thái Lan | Jhetsaphat Kuantanom   |
| 66 | HV | Thái Lan | Pikanet Laohawiwat     |

| Số | VT | Quốc gia | Cầu thủ                         |
| -- | -- | -------- | ------------------------------- |
| 70 | TV | Thái Lan | Jirapong Pueangvirawong         |
| 71 | TV | Thái Lan | Ratthaphum Pankhejorn           |
| 72 | TV | Thái Lan | Chanothai Kongmeng              |
| 75 | TM | Thái Lan | Phumworraphon Wannabutr         |
| 77 | TV | Thái Lan | Paripan Wongsa                  |
| 78 | TV | Thái Lan | Supanat Mahawai                 |
| 80 | TV | Thái Lan | Navapan Thianchai               |
| 88 | TV | Thái Lan | Dutsadee Buranajutanon          |
| 89 | TV | Thái Lan | Pongsakron Hanrattana           |
| 90 | TĐ | Thái Lan | Panuphong Wongpila (Đội trưởng) |
| 91 | HV | Thái Lan | Phumin William Boers            |
| 95 | TV | Thái Lan | Seksan Ratree                   |
| 99 | TĐ | Thái Lan | Chanon Duangsri                 |